# Неприятие риска
Неприятие риска — понятие в экономике, финансах и в психологии, характеризующее склонность потребителей и инвесторов к принятию того или иного решения в условиях риска. О неприятии риска говорят, когда инвестор предпочитает определённый результат неопределенному результату с тем же средним доходом. Например, не приемлющий риск инвестор скорее положит свои деньги на банковский счет с низкой, но гарантированной процентной ставкой вместо того, чтобы вложиться в акции, в среднем обеспечивающие более высокую доходность, но при этом несущие высокий риск потери части инвестиций.
Неприятие риска тесно связано с понятиями риск-нейтральной меры, используемым в оценивании производных финансовых инструментов и аппетита к риску, описывающего готовность инвестировать в высокорисковые финансовые инструменты.

## Математическая модель неприятия риска
Индивидуальную готовность рисковать деньгами можно описать с помощью функции полезности. Пусть полезность денежной суммы {\displaystyle x} для индивидуума выражается через значение функции полезности {\displaystyle u(x)}. Обычно считается, что полезность благ возрастает с ростом их количества, поэтому функция полезности является возрастающей. Если функция полезности дифференцируема, то свойство возрастания можно выразить неравенством {\displaystyle u'(x)>0} .
Отношение к риску можно формализовать исходя из направления выпуклости функции полезности. По определению функция полезности вогнута (выпукла вверх), если {\displaystyle \forall \alpha \in [0,1]} выполнено неравенство
{\displaystyle u(\alpha x+(1-\alpha )y)\geqslant \alpha u(x)+(1-\alpha )u(y)},
при всех {\displaystyle x,y}. Другими словами, отрезок, соединяющий две точки графика функции, всегда лежит ниже этого графика. Для дважды дифференцируемой функции полезности вогнутость описывается неравенством {\displaystyle u''(x)<0} при всех {\displaystyle x}. В общем случае это означает, что {\displaystyle \forall \alpha _{i}\geqslant 0,\sum _{i}\alpha _{i}=1}:
{\displaystyle u(\sum _{i}\alpha _{i}x_{i})\geqslant \sum _{i}\alpha _{i}u(x_{i})}
Если взять в качестве коэффициентов {\displaystyle \alpha _{i}} вероятности значений {\displaystyle x_{i}}, тогда это неравенство означает, что
{\displaystyle u(E(x))\geqslant E(u(x))},
то есть полезность детерминированной суммы {\displaystyle E(x)}, больше средней ожидаемой полезности от неопределенных значений случайной величины {\displaystyle x} с таким же математическим ожиданием. Это означает, что индивид предпочитает определенную сумму простой лотерее с эквивалентным средним выигрышем. Это говорит о неприятии какого-либо риска (рискофоб).
Если функция полезности выпукла вниз, то индивид имеет склонность к риску (рискофил). Если же выполнено следующее свойство функции полезности:
{\displaystyle u(\sum _{i}\alpha _{i}x_{i})=\sum _{i}\alpha _{i}u(x_{i})}
то есть {\displaystyle u(E(x))=E(u(x))}, то индивид нейтрален к риску, то есть детерминированная сумма или лотерея с таким же ожидаемым выигрышем для него эквивалентны.

## Меры отношения к риску
Неприятие риска по Эрроу-Пратту описывается функцией {\displaystyle r(x)=-{\frac {u''(x)}{u'(x)}}}. Для индивидуума, не приемлющего риск, эта функция строго положительна. Выделяют также индивидуумов, обладающих склонностью к риску: для них {\displaystyle r(x)<0} при всех {\displaystyle x}, и риск-нейтральных индивидуумов — {\displaystyle r(x)\equiv 0}.